# Decese în 2020
Această pagină conține o listă de personalități care au decedat în cursul anului 2020.
- Numele acestora sunt raportate după data decesului, în ordine alfabetică după nume sau pseudonim.
- Numele, vârsta, naționalitate, despre ce subiect a fost menționat, cauza morții (dacă este cunoscută) și referința.

## Ianuarie
- 1 ianuarie: János Aczél, 95 ani, matematician maghiaro-canadian (n. 1924)
- 1 ianuarie: Patricia Grigoriu, 57 ani, actriță română de teatru și film (n. 1962)
- 3 ianuarie: Abu Mehdi al-Muhandis (n. Jamal Jafaar Mohammed Ali Āl Ebrahim), 65 ani, politician și comandant militar irakiano-iranian (n. 1954)
- 3 ianuarie: Qasem Soleimani, 62 ani, general-maior iranian (n. 1957)
- 6 ianuarie: Sergiu Cipariu, 70 ani, taragotist român de muzică populară (n. 1949)
- 6 ianuarie: Peter Wertheimer, 72 ani, saxofonist, clarinetist și flautist israeliano-român (n. 1947)
- 7 ianuarie: Neil Peart, 67 ani, muzician și autor canadian, bateristul trupei Rush (n. 1952)
- 8 ianuarie: Buck Henry (n. Henry Zuckerman), 89 ani, actor, scenarist și regizor de film, american (n. 1930)
- 9 ianuarie: Euphrase Kezilahabi, 76 ani, scriitor tanzanian (n. 1944)
- 9 ianuarie: Ivan Passer, 86 ani, regizor ceh de film (n. 1933)
- 9 ianuarie: Mike Resnick, 77 ani, scriitor american de literatură SF (n. 1942)
- 10 ianuarie: Qaboos bin Said Al Said, 79 ani, sultanul Omanului (1970-2020), (n. 1940)
- 11 ianuarie: Tom Belsø, 77 ani, pilot danez de Formula 1 (n. 1942)
- 13 ianuarie: Ștefan Petrache, 70 ani, interpret de muzică ușoară din Republica Moldova (n. 1949)
- 14 ianuarie: Vasile Cândea, 87 ani, medic și general de armată român (n. 1932)
- 15 ianuarie: Christopher Tolkien, 95 ani, editor englez (n. 1924)
- 16 ianuarie: Tadeusz Olszewski, 78 ani, poet, critic literar, jurnalist și călător polonez (n. 1941)
- 17 ianuarie: Khagendra Thapa Magar, 27 ani, al doilea cel mai scund om din lume (n. 1992)
- 17 ianuarie: Oswald Oberhuber, 88 ani, pictor, sculptor și grafician austriac (n. 1931)
- 17 ianuarie: Ion Nicolae, 77 ani, politician și deputat român (2000-2004), (n. 1942)
- 18 ianuarie: Dan Andrei Aldea, 69 ani, cântăreț, multi-instrumentist și compozitor român, lider al trupei Sfinx (n. 1950)
- 21 ianuarie: Alexandru Nichici, 84 ani, inginer român (n. 1935)
- 21 ianuarie: Maria Iliescu, 92 ani, lingvist și filolog austriac (n. 1927)
- 21 ianuarie: Terry Jones (Terence Graham Parry Jones), 77 ani, actor și scenarist britanic (n. 1942)
- 22 ianuarie: Constantin Gruescu, 95 ani, mineralog român (n. 1924)
- 24 ianuarie: Rob Rensenbrink, 72 ani, fotbalist neerlandez (n. 1947)
- 25 ianuarie: Liang Wudong, 60 ani, medic chinez (n. 1959)
- 26 ianuarie: Ionel Iacob-Bencei, 79 ani, poet român (n. 1940)
- 26 ianuarie: Kobe Bryant, 41 ani, jucător american de baschet (n. 1978)
- 27 ianuarie: Edvardas Gudavičius, 90 ani, istoric lituanian (n. 1929)
- 29 ianuarie: Frank Press, 95 ani, geofizician american, membru de onoare al Academiei Române (1991–2020), (n. 1924)
- 29 ianuarie: Qasim al-Raymi, 41 ani, emir al-Qaeda din Peninsula Arabică (AQAP), (n. 1978)
- 30 ianuarie: Marin Diaconescu, 76 ani, politician român (n. 1943)
- 31 ianuarie: Mary Higgins Clark (n. Mary Theresa Eleanor Higgins), 92 ani, autoare americană de romane polițiste (n. 1927)

## Februarie
- 1 februarie: Ilie Bărbulescu, 62 ani, fotbalist român (n. 1957)
- 1 februarie: Leons Briedis, 70 ani, poet, eseist, critic literar și traducător leton (n. 1949)
- 1 februarie: Mihail Sautkin, 89 ani, profesor și atlet rus (n. 1930)
- 1 februarie: Ilie Bărbulescu, 62 ani, fotbalist român (n. 1957)
- 3 februarie: George Steiner, 90 ani, scriitor american de etnie franceză (n. 1929)
- 3 februarie: Aurel Șelaru, 84 ani, ciclist român (n. 1935)
- 4 februarie: Zwi Milshtein, 85 ani, pictor și sculptor franco-israelian originar din România (n. 1934)
- 5 februarie: Kirk Douglas (n. Issur Danielovitch), 103 ani, actor, regizor și producător de film american de etnie evreiască, laureat al Premiului Oscar (1995), (n. 1916)
- 6 februarie: Nello Santi, 89 ani, dirijor italian (n. 1931)
- 7 februarie: Ivan Zabunov, 72 ani, politician din R. Moldova, de etnie bulgară, deputat în Parlamentul Republicii Moldova și conferențiar (n. 1948)
- 7 februarie: Orson Bean (n. Dallas Frederick Burrows), 81 ani, actor american (n. 1928)
- 7 februarie: Li Wenliang, 33 ani, medic oftalmolog chinez (n. 1986)
- 8 februarie: Robert Conrad (n. Conrad Robert Falk), 84 ani, actor de film și televiziune, cascador, cântăreț și scenarist american (n. 1935)
- 13 februarie: Marin Dragnea, 96 ani, general de armată român (n. 1923)
- 13 februarie: Varlaam Novakshonoff, 84 ani, teolog american (n. 1935)
- 14 februarie: Decebal Traian Remeș, 70 ani, politician român (n. 1949)
- 15 februarie: Vatroslav Mimica, 96 ani, scenarist și regizor croat de film (n. 1923)
- 17 februarie: Sonja Ziemann, 94 ani, actriță germană de film și televiziune (n. 1926)
- 18 februarie: José F. Bonaparte, 91 ani, paleontolog argentinian (n. 1928)
- 18 februarie: Flavio Bucci, 72 ani, actor italian de teatru și film (n. 1947)
- 19 februarie: K. S. Maniam (n. Subramaniam Krishnan), 78 ani, scriitor indiano-malaysian (n. 1942)
- 24 februarie: Clive Cussler, 88 ani, scriitor american de thriller (n. 1931)
- 24 februarie: John Franzese, 103, mafiot italo-american (n. 1917)
- 24 februarie: Katherine Johnson, 101 ani, matematician american (n. 1918)
- 25 februarie: Dmitri Iazov, 95 ani, mareșal al Uniunii Sovietice (n. 1924)
- 25 februarie: Hosni Mubarak (Muhammad Hosni Sayyd Mubarak), 91 ani, politician egiptean, președinte (1981–2011), (n. 1928)
- 25 februarie: Livia Rusz, 89 ani, ilustratoare de cărți pentru copii, de origine maghiară (n. 1930)
- 26 februarie: George Anca, 75 ani, scriitor român (n. 1944)
- 27 februarie: Alki Zei, 94 ani, romancieră greacă și scriitoare de literatură pentru copii (n. 1925)
- 28 februarie: Freeman J. Dyson, 96 ani, fizician teoretician și matematician american de etnie britanică (n. 1923)

## Martie
- 2 martie: Farrell McElgunn, 88 ani, om politic irlandez, membru al Parlamentului European (1973), (n. 1932)
- 3 martie: CC (CopyCat, Carbon Copy), 18 ani, pisică (rasă domestică cu păr scurt tigrat), primul animal de companie clonat (n. 2001)
- 3 martie: Michael Cullin, 75 ani, diplomat și scriitor francez (n. 1944)
- 3 martie: Stanisław Kania, 92 ani, politician comunist polonez (n. 1927)
- 4 martie: Javier Pérez de Cuéllar, 100 ani, diplomat și politician peruvian, secretar general ONU (1982–1991), (n. 1920)
- 6 martie: Nicolae Dan Cristescu, 91 ani, matematician român (n. 1929)
- 7 martie: Fatemeh Rahbar, 56 ani, politiciană iraniană (n. 1964)
- 8 martie: Max von Sydow, 90 ani, actor suedez (n. 1929)
- 10 martie: Mihai Donțu, 46 ani, actor român și regizor de teatru (n. 1973)
- 11 martie: Lucian Bolcaș, 77 ani, politician român (n. 1942)
- 12 martie: Michel Roux, 78 ani, chef și restaurator francez (n. 1941)
- 13 martie: Miki Alexandrescu, 68 ani, jurnalist și comentator sportiv român, specializat în Formula 1 (n. 1951)
- 13 martie: Carmen Galin (Eugenia-Carmen Galin), 73 ani, actriță română de teatru și film (n. 1946)
- 13 martie: Dana Zátopková, 97 ani, atletă cehă (n. 1922)
- 14 martie: Ion Traian Ștefănescu, 78 ani, comunist român (n. 1942)
- 14 martie: Nihal Yeğinobalı, 93 ani, scriitoare turcă (n. 1927)
- 16 martie: Stuart Whitman (Stuart Maxwell Whitman), 92 ani, actor american de film și televiziune (n. 1928)
- 17 martie: Eduard Limonov, 73 ani, romancier și politician rus (n. 1943)
- 17 martie: Betty Williams, 76 ani, activistă nord-irlandeză, laureată a Premiului Nobel pentru Pace (1976), (n. 1943)
- 18 martie: Rose Marie Compaoré, 61 ani, politiciană din Burkina Faso (n. 1958)
- 20 martie: Iryna Bekeșkina, 68 ani, sociologă ucraineană (n. 1952)
- 20 martie: Kenny Rogers, 81 ani, cântăreț american de muzică country (n. 1938)
- 21 martie: Marguerite Aucouturier, 87 ani, psihanalistă franceză (n. 1932)
- 21 martie: Aileen Baviera, 60 ani, politologă și sinologă filipineză (n. 1959)
- 21 martie: Lorenzo Sanz, 77 ani, businessman spaniol (n. 1943)
- 22 martie: Petru Bogatu, 68 ani, jurnalist din Republica Moldova (n. 1951)
- 22 martie: Cătălin Caragea,  22 ani, cântăreț și compozitor, vocalist al trupei “7 Klase” (n. 1997)
- 22 martie: Ciprian Foiaș, 86 ani, matematician american de etnie română (n. 1933)
- 22 martie: Mircea Ifrim, 81 ani, medic, profesor universitar și politician român (n. 1939)
- 22 martie: Vintilă Mihăilescu, 68 ani, autor, publicist, psihosociolog și antropolog cultural român (n. 1951)
- 22 martie: Vasile Ouatu, 70 ani, politician și om de afaceri român (n. 1949)
- 23 martie: Lucia Bosè (n. Lucia Borloni), 89 ani, actriță italiană de film (n. 1931)
- 23 martie: Carole Brookins, 76 ani, economistă americană (n. 1943)
- 23 martie: Carlo Casini, 85 ani, om politic italian, membru al Parlamentului European (2004-2009), (n. 1935)
- 23 martie: Niko Nitai, 88 ani, actor evreu, regizor de teatru și dramaturg israelian, originar din România (n. 1931)
- 23 martie: Júlia Sigmond, 90 ani, actriță maghiară (n. 1929)
- 24 martie: John Campbell-Jones, 90 ani, pilot britanic de Formula 1 (n. 1930)
- 24 martie: Manu Dibango, 86 ani, muzician și compozitor camerunez (n. 1933)
- 24 martie: Alfred Gomolka, 77 ani, om politic german (n. 1942)
- 24 martie: Stuart Gordon, 72 ani, regizor american, scenarist, producător de film și teatru (n. 1947)
- 24 martie: Jenny Polanco, 62 ani, creatoare de modă din Dominica (n. 1958)
- 24 martie: Albert Uderzo, 92 ani, desenator și scenarist de benzi desenate francez, creatorul benzii desenate Asterix, alături de René Goscinny (n. 1927)
- 25 martie: Paul Goma, 84 ani, scriitor român, refugiat politic la Paris, anticomunist, liderul Mișcării pentru drepturile omului din 1977 în România (n. 1935)
- 25 martie: Horia Stoicanu, 70 ani, compozitor, textier, solist vocal și instrumentist (chitară) român (n. 1949)
- 26 martie: María Teresa de Bourbon-Parma, 86 ani, academiciană și activistă politică francezo-spaniolă (n. 1933)
- 26 martie: Constantin Drăgănescu, 83 ani, actor român (n. 1936)
- 26 martie: Naomi Munakata, 64 ani, dirijoare corală și profesoară universitară braziliană de etnie japoneză (n. 1955)
- 28 martie: Kerstin Behrendtz, 69 ani, prezentatoare suedeză de radio și director muzical pentru programele Sveriges Radio (n. 1950)
- 28 martie: Denise Millet, 86 ani, ilustratoare și artistă de benzi desenate, franceză (n. 1933)
- 28 martie: Ștefan Sileanu, 80 ani, actor și pictor român (n. 1939)
- 29 martie: Philip Warren Anderson, 96 ani, fizician american, laureat a Premiului Nobel (1977), (n. 1923)
- 29 martie: Krzysztof Penderecki, 86 ani, compozitor, dirijor și pedagog polonez de muzică clasică (n. 1933)
- 30 martie: Milutin Knežević, 71 ani, prelat ortodox sârb (n. 1949)
- 30 martie: Ashley Mote, 84 ani, om politic britanic (n. 1936)
- 30 martie: Martin Tudor, 43 ani, fotbalist și antrenor român (n. 1976)
- 30 martie: Bill Withers (n. William Harrison Withers, jr.), 81 ani, cântăreț și textier american (n. 1938)
- 31 martie: Julie Bennett, 88 ani, actriță și actriță de voce americană (n. 1932)
- 31 martie: Szabolcs Fazakas, 73 ani, om politic maghiar, membru al Parlamentului European (2004-2009), (n. 1947)
- 31 martie: Gita Ramjee, 63 ani, cercetătoare și om de știință ugandezo-sud-africană (n. 1956)

## Aprilie
- 1 aprilie: Dora Werzberg, 99 ani, asistentă medicală și socială franceză (n. 1920)
- 2 aprilie: Bernardita Catalla, 62 ani, diplomată  filipineză (n. 1958)
- 2 aprilie: Feriha Öz, 87 ani, academiciană și patologă turcă (n. 1933)
- 3 aprilie: Marguerite Lescop, 104 ani, scriitoare, editoare și oratoare canadiană (n. 1915)
- 3 aprilie: Frida Wattenberg, 95 ani, membră a rezistenței franceze (n. 1924)
- 4 aprilie: Lila Fenwick, 87 ani, avocată afro-americană (n. 1932)
- 4 aprilie: Leïla Menchari, 92 ani, designer și decoratoare tunisiană (n. 1927)
- 4 aprilie: Ivan Vakarciuk, 73 ani,  fizician ucrainean (n. 1947)
- 5 aprilie: Honor Blackman, 94 ani, actriță britanică de film (n. 1925)
- 6 aprilie: Radomir Antić, 71 ani, fotbalist și antrenor sârb (n. 1948)
- 8 aprilie: Mircea Moldovan, 83 ani, regizor de film român (n. 1936)
- 8 aprilie: Valeriu Muravschi, 70 ani, politician și om de afaceri din Republica Moldova, prim-ministru (1991–1992), (n. 1949)
- 10 aprilie: Olga Bucătaru, 78 ani, actriță română de film, radio, televiziune, scenă și voce (n. 1942)
- 10 aprilie: Marianne Lundquist, 88 ani, înotătoare suedeză (n. 1931)
- 10 aprilie: Ing Yoe Tan, 71 ani, om politic neerlandez, membră a Parlamentului (n. 1948)
- 10 aprilie: Iris M. Zavala, 83 ani, autoare, jurnalistă și poetă portoricană (n. 1936)
- 12 aprilie: Adrian Lucaci, 53 ani, fotbalist român (n. 1966)
- 12 aprilie: Stirling Moss, 90 ani, pilot britanic de Formula 1 (n. 1929)
- 13 aprilie: Efrem Bauh, 86 ani, scriitor în limba rusă, poet, traducător, jurnalist și activist sovietic (n. 1934)
- 13 aprilie: Sarah Maldoror, 90 ani, regizoare franceză (n. 1929)
- 13 aprilie: Patricia Millardet, 63 ani, actriță franceză (Caracatița), (n. 1957)
- 13 aprilie: Ann Sullivan, 91 ani, animatoare americană (n. 1929)
- 14 aprilie: Helen Damico, 89 ani, profesoară universitară specializată în engleză veche și literatura anglo-saxonă (n. 1931)
- 14 aprilie: Ligia Dumitrescu, 83 ani, actriță română de teatru și film (n. 1936)
- 14 aprilie: Maria de Sousa, 80 ani, imunologă, poetă și scriitoare portugheză (n. 1939)
- 15 aprilie: Brian Manion Dennehy, 81 ani, actor american de film (Rambo 1), (n. 1938)
- 15 aprilie: Andrei Ursu, 91 ani, pedolog din R. Moldova, membru titular al Academiei de Științe (n. 1929)
- 16 aprilie: Gene Deitch, 95 ani, animator, ilustrator și regizor de film ceh de etnie americană (n. 1924)
- 16 aprilie: Anton Achiței, 74 ani, interpret român de muzică populară (n. 1946)
- 16 aprilie: Luis Sepúlveda, 70 ani, scriitor, regizor, jurnalist și om politic chilian (n. 1949)
- 17 aprilie: Sergio Fantoni, 89 ani, actor italian (n. 1930)
- 17 aprilie: Iris Love, 86 ani, arheologă americană (n. 1933)
- 17 aprilie: Arlene Saunders, 89 ani, solistă americană de operă (soprană spinto), (n. 1930)
- 18 aprilie: Alexandru Boboc, 90 ani, filosof român (n. 1930)
- 20 aprilie: Daniela Caraman Fotea, 76 ani, critic muzical, jurnalist de artă, muzicolog și autor de non-ficțiune român (n. 1943)
- 21 aprilie: Nelu Bălășoiu, 71 ani, interpret român de muzică populară (n. 1948)
- 23 aprilie: Kumiko Okae, 63 ani, actriță și prezentatoare de televiziune, japoneză (n. 1956)
- 24 aprilie: Mircea Mureșan (Mircea Nicolae-Ioan Mureșian), 91 ani, regizor român de film (n. 1928)
- 25 aprilie: Madeline Kripke, 76 ani, colecționară de cărți, americană (n. 1943)
- 25 aprilie: Dumitru Popa, 62 ani, politician român, prefect al județului Brăila (2009-2012), (n. 1958)
- 25 aprilie: Mihai Dimitrie Sturdza, 86 ani, istoric și diplomat român (n. 1934)
- 26 aprilie: Georges-Jean Arnaud, 91 ani, scriitor francez (n. 1928)
- 26 aprilie: Eugeniu Barău, 73 ani, pictor român (n. 1946)[1]
- 26 aprilie: Laura Bernal, 64 ani, diplomată argentiniană (n. 1956)
- 26 aprilie: Giulietto Chiesa, 79 ani, om politic italian, membru al Parlamentului European (2004-2009), (n. 1940)
- 26 aprilie: Clara Mărgineanu, 47 ani, jurnalistă, realizatoare de filme documentare și emisiuni culturale și scriitoare română (n. 1972)
- 26 aprilie: Grigore Rusu, 84 ani, actor, regizor, profesor universitar, cercetător științific și istoric teatral din Republica Moldova (n. 1936)
- 26 aprilie: Henri Weber, 75 ani, om politic francez, membru al Parlamentului European (2004-2009), (n. 1944)
- 29 aprilie: Romulus Cristea, 52 ani, jurnalist și revoluționar român (n. 1967)
- 30 aprilie: Lázár Madaras, 79 ani, deputat român (1990-1996), (n. 1941)

## Mai
- 1 mai: África Lorente Castillo, 65 ani, politiciană și activistă spaniolă (n. 1954)
- 1 mai: Yu Lihua, 88 ani, scriitoare și profesoară americană (n. 1931)
- 3 mai: Victoria Barba, 93 ani, regizoare de filme de animație și director al Casei de producție Floricica din Republica Moldova (n. 1926)
- 6 mai: Adrian Gagea, 78 ani, sportiv (aruncarea greutății), profesor universitar și cercetător român (n. 1941)
- 6 mai: Florian Schneider, 73 ani, muzician german (Kraftwerk), (n. 1947)
- 7 mai: Sergiu Dimitrachi, 87 ani, inginer din R. Moldova, specialist în construcția de aparate și sisteme automatizate, membru corespondent al Academiei de Științe (n. 1933)
- 8 mai: Diana de Bourbon-Parma, 87 ani, aristocrată franceză (n. 1932)
- 8 mai: Lúcia Braga, 85 ani, politiciană, asistentă socială și avocată braziliană (n. 1934)
- 8 mai: Roy Horn, 75 ani, magician și actor american de etnie germană (n. 1944)
- 9 mai: Little Richard (n. Richard Wayne Penniman), 87 ani, cântăreț, compozitor și muzician american, unul dintre primii muzicieni rock & roll (n. 1932)
- 9 mai: Traian Tandin, 75 ani, criminalist și scriitor român de romane polițiste (n. 1945)
- 10 mai: Ion Ceaușescu, 88 ani, inginer agronom, fratele mai mic al lui Nicolae Ceaușescu (n. 1932)
- 11 mai: Jerry Stiller (n. Gerald Isaac Stiller), 92 ani, actor american de film și TV, tatăl actorului Ben Stiller (n. 1927)
- 11 mai: Miloslav Stingl, 89 ani, etnolog, călător și scriitor ceh (n. 1930)
- 13 mai: Dumitru Carabăț, 87 ani, scenarist, teoretician de film și autor de literatură de specialitate român (n. 1932)
- 14 mai: Jorge Santana, 68 ani, chitarist mexican, fratele muzicianului Carlos Santana (n. 1951)
- 15 mai: Ezio Bosso, 48 ani, compozitor, muzician clasic și dirijor italian (n. 1971)
- 15 mai: Vlad Pohilă, 67 ani, scriitor, publicist și traducător român din R. Moldova (n. 1953)
- 15 mai: Olga Savary, 86 ani, scriitoare, poetă, scriitoare de povești, romancieră, critică, eseistă, traducătoare și jurnalistă braziliană (n. 1933)
- 16 mai: Pilar Pellicer, 82 ani, actriță mexicană de film (n. 1938)
- 17 mai: Aleksandra Kornhauser Frazer, 93 ani, chimistă slovenă (n. 1926)
- 20 mai: Adolfo Nicolás, 84 ani, preot spaniol, Superior General al Ordinului iezuiților (2008-2016), (n. 1936)
- 20 mai: Shaheen Raza, 69 ani, politiciană pakistaneză (n. 1951)
- 20 mai: Aurel Sîntimbrean, 89 ani, inginer geolog român (n. 1931)
- 20 mai: Pimen Zainea, 90 ani, arhiepiscop al Sucevei și Rădăuților (n. 1929)
- 21 mai: Vincenzo Cappelletti, 89 ani, filolog italian (n. 1930)
- 21 mai: Oliver E. Williamson, 87 ani, economist american, laureat al Premiului Nobel (2009), (n. 1932)
- 22 mai: Albert Memmi, 99 ani, romancier și eseist francez, cu origini tunisiano-evreiască (n. 1920)
- 22 mai: Luigi Simoni, 81 ani, fotbalist și antrenor italian (n. 1939)
- 25 mai: Joseph Bouasse, 21 ani, fotbalist camerunez (n. 1998)
- 25 mai: Nadejda Brânzan, 71 ani, medic infecționist, deputat al Parlamentului Republicii Moldova (1990-1994), (n. 1948)
- 26 mai: Prahlad Jani, 90 ani, ascet indian (n. 1929)
- 27 mai: Larry Kramer, 84 ani, dramaturg, scenarist și producător american de film, promotor al sănătății publice și activist pentru drepturile persoanelor LGBT (n. 1935)
- 28 mai: Celine Fariala Mangaza, 52 ani, activistă congoleză (n. 1967)
- 29 mai: Jerzy Pilch, 68 ani, scriitor, publicist, dramaturg, jurnalist și scenarist polonez (n. 1952)

## Iunie
- 1 iunie: Vladimir Zamfirescu, 84 ani, pictor și desenator român (n. 1936)
- 3 iunie: Valentina Tăzlăuanu, 70 ani, scriitoare, eseistă, jurnalistă și critic de teatru din Republica Moldova (n. 1950)
- 4 iunie: Fabiana Anastácio, 45 ani, cântăreață braziliană (n. 1975)
- 4 iunie: Dulce Nunes, 83 ani, actriță și cântăreață, compozitoare braziliană de muzică populară braziliană (n. 1936)
- 5 iunie: Howard Arthur Allen, 71 ani, ucigaș în serie american (n. 1949)
- 5 iunie: Viorel Comănici, 79 ani, actor român (n. 1941)
- 8 iunie: Costin Mărculescu, 50 ani, actor și cântăreț român (n. 1969)
- 8 iunie: Pierre Nkurunziza, 55 ani, politician burundez, președintele statului Burundi (2005-2020), (n. 1964)
- 9 iunie: Adomas Pranas Druktenis, 88 ani, traducător lituanian (n. 1931)
- 9 iunie: Gigi Marga, 91 ani, interpretă română de muzică ușoară (n. 1929)
- 11 iunie: Emmanuel Issoze-Ngondet, 59 ani, diplomat și om de stat gabonez (n. 1961)
- 11 iunie: Eppie Wietzes, 82 ani, pilot canadian de Formula 1 (n. 1938)
- 13 iunie: Jean Raspail, 94 ani, scriitor francez (n. 1925)
- 14 iunie: Elsa Joubert, 97 ani, scriitoare sud-africană (n. 1922)
- 14 iunie: Constantin Răuță, 79 ani, om de știință român (n. 1941)
- 14 iunie: Keith Tippett, 72 ani, pianist și compozitor britanic de jazz (n. 1947)
- 16 iunie: Victor Drumi, 70 ani, actor din R. Moldova (n. 1950)
- 16 iunie: Vladimir Jurăscu, 93 ani, actor român de teatru și film (n. 1927)
- 16 iunie: Marin Lungu, 82 ani, deputat român în legislatura 1992-1996 (n. 1937)
- 19 iunie: Ian Holm, 88 ani, actor englez (n. 1931)
- 19 iunie: Carlos Ruiz Zafón, 55 ani, scriitor spaniol (n. 1964)
- 20 iunie: Mario Corso, 78 ani, fotbalist și antrenor italian (n. 1941)
- 21 iunie: Zeev Sternhell, 85 ani, istoric, scriitor și politolog polonezo-israelian, comentator al Conflictului israeliano–palestiniene (n. 1935)
- 22 iunie: Joel Schumacher, 80 ani, producător de filme, scenarist și regizor american (n. 1939)
- 25 iunie: Ionuț Popa, 67 ani, fotbalist și antrenor român (n. 1953)
- 26 iunie: Kelly Asbury, 60 ani, regizor, scenarist, actor de dublaj și scriitor american (n. 1960)
- 27 iunie: Dumitru Comănescu, 111 ani, inginer agronom român, cel mai vârstnic bărbat din lume (n. 1908)[2]
- 27 iunie: Mihai Romilă (Romilă II), 69 ani, fotbalist și antrenor român (n. 1950)
- 28 iunie: Iuliana Bucur, 82 ani,  demnitar comunist român (n. 1938)
- 28 iunie: Marián Čišovský, 40 ani, fotbalist slovac (n. 1979)
- 29 iunie: Hachalu Hundessa, 34 ani, cântăreț, compozitor și activist pentru drepturi civile din Etiopia de etnie Oromo (n. 1986)
- 29 iunie: Carl Reiner, 98 ani, actor american (n. 1922)
- 30 iunie: Ivo Banac, 73 ani, istoric croato-american (n. 1947)
- 30 iunie: Andrei Burac, 81 ani, poet, prozator, dramaturg, traducător și publicist din Republica Moldova (n. 1938)
- 30 iunie: Ida Haendel, 91 ani, violonistă poloneză (n. 1928)

## Iulie
- 1 iulie: Eugen Dimitriu, 96 ani,  publicist, scriitor, traducător, muzeograf și cercetător român (n. 1923)
- 2 iulie: Aurel Istrati, 77 ani,  pictor, critic de artă și muzeograf român (n. 1942)
- 4 iulie: Sebastián Athié, 24 ani, actor și cântăreț mexican (n. 1995)
- 6 iulie: Florin Faifer, 77 ani, istoric și critic literar, teatrolog și lexicograf român (n. 1943)
- 6 iulie: Ronald Graham, 84 ani, matematician american (n. 1935)
- 6 iulie: Ennio Morricone, 91 ani, compozitor și dirijor italian (n. 1928)
- 8 iulie: Naya Rivera (Naya Marie Rivera), 33 ani, actriță și cântăreață americană (n. 1987)
- 9 iulie: Jean-François Garreaud, 74 ani, actor francez (n. 1946)
- 10 iulie: Ghaida Kambash, 46 ani, politiciană irakiană (n. 1974)
- 12 iulie: Kelly Preston Travolta (n. Kelly Kamalelehua Smith), 57 ani, actriță de film și model americană (n. 1962)
- 13 iulie: Grant Imahara, 49 ani, expert american în electronică și control radio (n. 1970)
- 14 iulie: Adalet Ağaoğlu, 90 ani, romancieră și dramaturgă turcă (n. 1929)
- 16 iulie: George Paul Avram, 80 ani, actor român de film, radio, televiziune, scenă și voce (n. 1940)
- 17 iulie: J. I. Packer (James Innell Packer), 93 ani, teolog creștin englez (n. 1926)
- 18 iulie: Juan Marsé, 87 ani, romancier, jurnalist și scenarist spaniol (n. 1933)
- 20 iulie: Lone Dybkjær, 80 ani, politiciană daneză, membră a Parlamentului European (1999–2004), (n. 1940)
- 20 iulie: Hedi Hauser, 89 ani, scriitoare germană de cărți pentru copii (n. 1931)
- 21 iulie: Valeriu Cazacu, 72 ani, actor de teatru și film din Republica Moldova (n. 1948)
- 23 iulie: Éric de Cromières, 66 ani, director sportiv și director executiv al companiei Michelin (n. 1953)
- 25 iulie: Peter Green, 73 ani, chitarist și cântăreț englez, fondatorul formației Fleetwood Mac (n. 1946)
- 26 iulie: Olivia de Havilland, 104 ani, actriță americană de film (n. 1916)
- 27 iulie: Magda Kósáné Kovács, 79 ani, om politic maghiar, membru al Parlamentului European (2004–2009), (n. 1940)
- 27 iulie: Camil Marinescu, 55 ani, dirijor român (n. 1964)
- 29 iulie: Ajip Rosidi, 82 ani, prozator și poet indonezian (n. 1938)
- 30 iulie: J.M.A. Biesheuvel, 81 ani, scriitor olandez (n. 1939)
- 31 iulie: Mihai Dăncuș, 78 ani, istoric, profesor, etnograf, etnolog, autor și cercetător român (n. 1942)
- 31 iulie: Alan Parker, 76 ani, regizor englez de film (n. 1944)

## August
- 1 august: Kartika Liotard, 49 ani, policiană olandeză, membră a Parlamentului European (2004–2009), (n. 1971)
- 2 august: Marie-Hélène Descamps, 82 ani, politiciană franceză, membră a Parlamentului European (1999–2004), (n. 1938)
- 2 august: Dan Tătaru, 51 ani, politician român (n. 1969)
- 3 august: Ernesto Brambilla, 86 ani, pilot italian de Formula 1 (n. 1934)
- 3 august: John Hume, 83 ani, politician britanic, membru al Parlamentului European (1979-2004), (n. 1937)
- 4 august: Frances Allen, 88 ani, informaticiană americană (n. 1932)
- 5 august: Agathonas Iakovidis, 65 ani, cântăreț grec (n. 1955)
- 5 august: Louis Meznarie, 90 ani, tehnician de motociclete și mașini de curse și proprietar de echipă care a participat la multe curse de Cursa de 24 de ore de la Le Mans a fost din 1971 până în 1983 expertul oficial în motoare pentru Porsche (n. 1930)
- 7 august: Adin Steinsaltz, 83 ani, lector, filosof, critic social și mentor spiritual evreu (n. 1937)
- 9 august: Brendan Halligan, 84 ani, om politic irlandez, membru al Parlamentului European (1979–1984), (n. 1936)
- 10 august: Jacobo Langsner, 93 ani, dramaturg și scriitor uruguayan deetnie română (n. 1927)
- 11 august: Oliviu Gherman, 90 ani, fizician, politician, profesor universitar și diplomat român (n. 1930)
- 12 august: Don Edmunds, 89 ani, pilot american de Formula 1 (n. 1930)
- 15 august: Viorica Ionică, 65 ani, handbalistă română (n. 1955)
- 16 august: Charles Allen, 80 ani, scriitor profesionist și istoric britanic (n. 1940)
- 16 august: Esther Morales, 70 ani, băcăneasă, femeie de afaceri și figură publică boliviană (n. 1949)
- 19 august: Gheorghe Dogărescu, 60 ani, handbalist român (n. 1960)
- 19 august: Boris Paton, 101 ani, fizician ucrainean, membru de onoare al Academiei de Științe a Moldovei (n. 1918)
- 19 august: Viorel Pavel, 65 ani, deputat român (1992-1996), (n. 1954)
- 20 august: Ágnes Bánfai, 65 ani, sportivă maghiară (gimnastică artistică), (n. 1947)
- 20 august: Șerban Celea, 68 ani, actor român (n. 1952)
- 22 august: Józefa Hennelowa, 95 ani, publicistă poloneză (n. 1925)
- 22 august: Emil Jula, 40 ani, fotbalist român (n. 1980)
- 23 august: Maria Janion, 93 ani, profesoară poloneză de științe umane și istoria literaturii (n. 1926)
- 23 august: Lori Nelson, 87 ani, actriță americană de film și televiziune (n. 1933)
- 25 august: Emilian Popescu, 91 ani, istoric și teolog român, membru de onoare al Academiei Române (n. 1929)
- 25 august: Arnold Spielberg, 103 ani, inginer electronist american (n. 1917)
- 28 august: Chadwick Boseman, 43 ani, actor american de film și televiziune (n. 1976)
- 28 august: Antoinette Spaak, 92 ani, politiciană belgiană, membră a Parlamentului European (1994–1999), (n. 1928)
- 29 august: Luminița Iordache, 65 ani, politiciană română (n. 1955)
- 30 august: Gheorghe A. M. Ciobanu , 95 ani, profesor și scriitor român (n. 1925)
- 31 august: Pranab Mukherjee, 84 ani, politician indian, al 13-lea președinte al Indiei (2012–2017), (n. 1935)

## Septembrie
- 1 septembrie: Irina Pecernikova, 74 ani, actriță rusă de teatru și film (n. 1945)
- 1 septembrie: Jan Vraciu, 61 ani, politician român, senator (2004-2008), (n. 1958)
- 2 septembrie: Adrianus Simonis, 88 ani, cardinal din Țările de Jos (n. 1931)
- 3 septembrie: Ovidiu Alexandru Băjenaru, 63 ani, medic român, membru corespondent al Academiei Române (n. 1957)
- 4 septembrie: Harald Are Lund, 73 ani, producător norvegian de muzică și personalitate radio (n. 1946)
- 5 septembrie: Jiří Menzel, 82 ani, regizor de film și teatru, actor și scenarist ceh, laureat al Premiului Oscar (1967), (n. 1938)
- 6 septembrie: Bruce Williamson, 49 ani, cântăreț american de muzică R&B și soul (The Temptations), (n. 1970)
- 7 septembrie: Lucreția Andronic, 95 ani, poetă română (n. 1925)
- 7 septembrie: Kostas Asimakopoulos, 90 ani, regizor, scenarist, dramaturg și critic grec (n. 1930)
- 9 septembrie: Constantin I. Toma, 84 ani, botanist-morfolog român (n. 1935)
- 10 septembrie: Diana Rigg (Enid Diana Elizabeth Rigg), 82 ani, actriță britanică (n. 1938)
- 15 septembrie: Nikolai Șmatko, 77 ani, profesor, sculptor și pictor ucrainean (n. 1943)
- 16 septembrie: Winston Groom, 77 ani, romancier și scriitor de nonficțiune american (n. 1943)
- 16 septembrie: Maksim Marținkevici, 36 ani, naționalist rus⁠ (n. 1984)
- 18 septembrie: Ruth Bader Ginsburg, 87 ani, juristă americană (n. 1933)
- 20 septembrie: Moshe Sharoni, 91 ani, politician evreu originar din România (n. 1929)
- 21 septembrie: Arthur Ashkin, 88 ani, fizician american, laureat al Premiului Nobel (2018), (n. 1922)
- 21 septembrie: Michael Lonsdale, 89 ani, actor francez de film și TV (n. 1931)
- 23 septembrie: Juliette Gréco, 93 ani, cântăreață și actriță franceză (n. 1927)
- 29 septembrie: Sabah Al-Ahmad Al-Jaber Al-Sabah, 91 ani, emirul Kuweitului (2006-2020), (n. 1929)

## Octombrie
- 2 octombrie: Vsevolod Gavrilov, 77 ani, actor din Republica Moldova (n. 1942)
- 4 octombrie: Kenzō Takada, 81 ani, designer vestimentar japonez, stabilit în Franța (n. 1939)
- 6 octombrie: Eddie Van Halen, 65 ani, chitarist și textier american de etnie neerlandeză (n. 1955)
- 7 octombrie: Mario J. Molina, 77 ani, chimist mexican, laureat al PremiuluiNobel (1995), (n. 1943)
- 7 octombrie: Károly Vekov, 73 ani, istoric, istoric cultural, conferențiar universitar și deputat maghiar în România (n. 1947)
- 8 octombrie: Tom O'Donnell, 94 ani, om politic irlandez, membru al Parlamentului European (1979–1984), (n. 1926)
- 10 octombrie: Constantin Frosin, 67 ani, scriitor și traducător român (n. 1952)
- 12 octombrie: Conchata Ferrell, 77 ani, actriță americană (n. 1943)
- 12 octombrie: Yehoshua Kenaz, 83 ani, prozator și traducător israelian, de limbă ebraică (n. 1937)
- 12 octombrie: Ion Predescu, 93 ani, jurist și senator român (1990-2004), (n. 1927)
- 13 octombrie: John Pepper Clark, 85 ani, poet, dramaturg și critic literar nigerian (n. 1935)
- 13 octombrie: Veaceslav Semionov, 64 ani, fotbalist și antrenor din R. Moldova (Dacia Chișinău), (n. 1956)
- 16 octombrie: Gordon Haskell, 74 ani, cântăreț britanic (King Crimson), (n. 1946)
- 17 octombrie: Radu Călin Cristea, 65 ani, critic literar, scriitor, eseist și jurnalist român (n. 1955)
- 19 octombrie: Wojciech Pszoniak, 78 ani, actor de teatru și film, regizor teatral și profesor de actorie polonez (n. 1942)
- 20 octombrie: Yehoshua Blau, 101 ani, lingvist și semitolog israelian, originar din România (n. 1919)
- 20 octombrie: James Randi, 92 ani, militant americano-canadian (n. 1928)
- 25 octombrie: Mahesh Kanodia, 80 ani, cântăreț și politician din Gujarat, India (n. 1939)
- 25 octombrie: Lee Kun-hee, 78 ani, om de afaceri sud-coreean, președinte al Samsung (1987-2008, 2010-2020), (n. 1942)
- 27 octombrie: Naresh Kanodia, 77 ani, muzician și actor de film Gujarati din Gujarat, India (n. 1943)
- 28 octombrie: Alain Rey, 92 ani, lingvist și lexicograf francez (n. 1928)
- 30 octombrie: Nobby Stiles (Norbert Peter Stiles), 78 ani, fotbalist englez (n. 1942)
- 31 octombrie: Sean Connery (Thomas Sean Connery), 90 ani, actor scoțian, laureat al Premiului Oscar (1988), (n. 1930)

## Noiembrie
- 1 noiembrie: Keith Hitchins, 88 ani, istoric american, membru de onoare al Academiei Române (n. 1931)
- 2 noiembrie: Rajko Đurić, 73 ani, sociolog și scriitor rom din Serbia (n. 1947)
- 2 noiembrie: Gigi Proietti (Luigi Proietti), 80 ani, actor italian, actor vocal, comediant, regizor, muzician, cântăreț și prezentator TV (n. 1940)
- 4 noiembrie: Tom Metzger, 82 ani, supremacist american (n. 1938)
- 5 noiembrie: Géza Szőcs (Géza Ștefan Szőcs), 67 ani, poet maghiar din Transilvania (n. 1953)
- 5 noiembrie: Arcadie Ursul, 84 ani, filosof din R. Moldova (n. 1936)
- 6 noiembrie: Octavian Nemescu, 80 ani, compozitor și muzicolog român contemporan (n. 1940)
- 6 noiembrie: Ken Spears, 82 ani, scriitor, editor și producător de televiziune american (n. 1938)
- 6 noiembrie: Constantin Dan Vasiliu, 69 ani, senator român (1992-2000), (n. 1951)
- 6 noiembrie: King Von (n. Dayvon Daquan Bennett), 26 ani, rapper american (n. 1994)
- 6 noiembrie: Nathan Zach (n. Harry Seitelbach), 89 ani, poet israelian originar din Germania (n. 1930)
- 7 noiembrie: Vasile Gherasim, 70 ani, politician român (n. 1950)
- 7 noiembrie: Jonathan Sacks, 72 ani, rabin britanic (n. 1948)
- 9 noiembrie: Ion Bulei, 79 ani, istoric și profesor universitar român (n. 1941)
- 10 noiembrie: Vladimir Găitan, 73 ani, actor român de teatru și film (n. 1947)
- 12 noiembrie: Masatoshi Koshiba, 94 ani, fizician japonez, laureat al Premiului Nobel (2002), (n. 1926)
- 14 noiembrie: Armen Djigarhanean, 85 ani, actor rus de etnie armeană (n. 1935)
- 15 noiembrie: Mary Fowkes, 66 ani, medic și neuropatolog american (n. 1954)
- 15 noiembrie: Mircea Petrescu, 87 ani, inginer și profesor universitar român (n. 1933)
- 16 noiembrie: Yaakov Landau, 96 ani, orientalist israelian, specializat în civilizația arabă și turcă (n. 1924)
- 16 noiembrie: Hani Naser, 70 ani, muzician iordaniano- american (n. 1950)
- 16 noiembrie: Alexandru Oproiu, 89 ani, medic primar român, colaborator de televiziune, profesor de gastroenterologie (n. 1930)
- 17 noiembrie: Anjum Singh, 53 ani, artistă indiană (n. 1967)
- 18 noiembrie: László Benkő, 77 ani, cântăreț maghiar (Omega), (n. 1943)
- 18 noiembrie: Draga Olteanu-Matei, 87 ani, actriță română de film, teatru și TV (n. 1933)
- 19 noiembrie: Hayford Peirce, 78 ani, scriitor american de literatură SF, mister și thriller (n. 1942)
- 20 noiembrie: István Angi, 87 ani, muzicolog, scriitor, estetician și filozof maghiar din România (n. 1933)
- 20 noiembrie: Patriarhul Irineu (n. Miroslav Gavrilović), 90 ani, preot ortodox sârb, al 45-lea patriarh al Bisericii Ortodoxe Sârbe (n. 1930)
- 20 noiembrie: Judith Jarvis Thomson, 91 ani, filosoafă americană (n. 1929)
- 21 noiembrie: Tamás Mihály, 73 ani, cântăreț și basist maghiar (Omega), (n. 1947)
- 21 noiembrie: Constantin Rodas (aka Tache), 96 ani, supraviețuitor al "Experimentului Pitești" (închisoarea Pitești), (n. 1924)
- 21 noiembrie: Chester Yorton, 80 ani, culturist american (n. 1940)
- 22 noiembrie: Elena Hrenova, 70 ani, politiciană din R. Moldova (n. 1950)
- 22 noiembrie: Ferdinand Kinsky, 86 ani, politolog german (n. 1934)
- 24 noiembrie: Voicu Vlad Grecu, 85 ani, fizician român (n. 1935)
- 25 noiembrie: Diego Maradona (Diego Armando Maradona), 60 ani, fotbalist și antrenor argentinian (n. 1960)
- 25 noiembrie: Flor Silvestre (Guillermina Jiménez Chabolla), 90 ani, cântăreață și actriță mexicană (n. 1930)
- 26 noiembrie: Nicolae Felecan, 79 ani, lingvist, clasicist și profesor universitar român (n. 1941)
- 26 noiembrie: Ede Terényi, 85 ani, compozitor român de etnie maghiară (n. 1935)
- 28 noiembrie: David Prowse (David Charles Prowse), 85 ani, culturist, halterofil și actor englez (n. 1935)
- 29 noiembrie: Ben Bova (Benjamin William Bova), 88 ani, autor și editor american de literatură SF (n. 1932)
- 29 noiembrie: Viorel Turcu, 60 ani, fotbalist român (n. 1960)

## Decembrie
- 1 decembrie: Eduardo Lourenço, 97 ani, scriitor, filosof, eseist, profesor universitar, critic literar portughez (n. 1923)
- 1 decembrie: Gavril Ștrempel, 94 ani, istoric al culturii român (n. 1926)
- 1 decembrie: Walter E. Williams, 84 ani, economist, comentator și intelectual american (n. 1936)
- 2 decembrie: Valéry Giscard d'Estaing, 94 ani, politican francez, președinte al Franței (1974–1981), (n. 1926)
- 3 decembrie: Albert Salvadó, 69 ani, scriitor din Andorra (n. 1951)
- 4 decembrie: Eugenia Botnaru, 84 ani, actriță de teatru și cinema din Republica Moldova (n. 1936)
- 4 decembrie: Mihăilă Cofariu, 73 ani, protestatar român, victimă a conflictului interetnic de la Târgu Mureș (n. 1947)
- 4 decembrie: Antonín J. Liehm, 96 ani, scriitor, editor, traducător și publicist ceh (n. 1924)
- 5 decembrie: Ildikó Pécsi, 80 ani, actriță maghiară (n. 1940)
- 5 decembrie: Viktor Ponedelnik, 83 ani, fotbalist rus, câștigător al Campionatului European (1960), (n. 1937)
- 6 decembrie: Jaromír Kohlíček, 67 ani, om politic ceh, membru al Parlamentului European (2004–2009), (n. 1953)
- 7 decembrie: Chuck Yeager, 97 ani, militar american, ofițer al Forțelor Aeriene ale Statelor Unite, as al zborului (n. 1923)
- 8 decembrie: Harold Budd, 84 ani, compozitor avangardist de muzică ambientală și poet american (n. 1936)
- 8 decembrie: Alejandro Sabella, 66 ani, fotbalist și antrenor argentinian, selecționer al Argentinei (2011–2014), (n. 1954)
- 9 decembrie: Marius Iosifescu, 84 ani, matematician român (n. 1936)
- 9 decembrie: Nicolaie-Sebastian-Valentin Radu, 49 ani, deputat român (2016-2020), (n. 1971)
- 9 decembrie: Paolo Rossi, 64 ani, fotbalist italian (n. 1956)
- 10 decembrie: Tom Lister, Jr., 62 ani, actor american de film, televiziune, și voce (n. 1958)
- 10 decembrie: Joseph Safra, 82 ani, bancher brazilian, fondator al Safra Group (n. 1938)
- 11 decembrie: Mihai Chiriac, 83 ani, deputat român (1990-2000), (n. 1937)
- 11 decembrie: Petre T. Frangopol, 87 ani, inginer chimist român (n. 1933)
- 11 decembrie: Kim Ki-duk, 59 ani, regizor, scenarist, producător de film sud-coreean (n. 1960)
- 11 decembrie: Alexandru Surdu, 82 ani, filosof român (n. 1938)
- 11 decembrie: Octavian Andronic, 74 ani, jurnalist și caricaturist român (n. 1946)
- 12 decembrie: John le Carré (n. David John Moore Cornwell), 89 ani, autor britanic de romane polițiste (n. 1931)
- 12 decembrie: Jack Steinberger, 99 ani, fizician evreu-american, laureat al Premiului Nobel (1988), (n. 1921)
- 13 decembrie: Otto Barić, 87 ani, fotbalist și antrenor croato-austriac (n. 1933)
- 14 decembrie: Gérard Houllier (Gérard Paul Francis Houllier), 73 ani, antrenor francez de fotbal (n. 1947)
- 15 decembrie: Alain Carrier, 96 ani, ilustrator francez (n. 1924)
- 17 decembrie: Enrico Ferri, 78 ani, politician italian, membru al Parlamentului European (1999–2004), (n. 1942)
- 18 decembrie: Tim Severin, 80 ani, explorator, istoric și scriitor britanic (n. 1940)
- 18 decembrie: Mihail Sirețeanu, 73 ani, politician român (n. 1947)
- 19 decembrie: Maria Piątkowska, 89 ani, sprinteră, săritoare la curse cu obstacole și săritoare în lungime, poloneză (n. 1931)
- 20 decembrie: Yvonne Sandberg-Fries, 70 ani, politiciană suedeză, membru al Parlamentului European (1999–2004) (n. 1950)
- 22 decembrie: Edmund Clarke, 75 ani, informatician american (n. 1945)
- 23 decembrie: James E. Gunn, 97 ani, scriitor american de literatură SF (n. 1923)
- 23 decembrie: Rika Zarai, 82 ani, interpretă franceză de muzică ușoară, actriță și scriitoare de etnie israeliană (n. 1938)
- 25 decembrie: Reginald Foster, 81 ani, preot catolic american (n. 1939)
- 26 decembrie: Luke Harper (n. Jonathan Huber), 41 ani, wrestler profesionist american (n. 1979)
- 27 decembrie: Seymour D. Van Gundy, 89 ani, specialist american în domeniul biologiei generale (n. 1931)
- 27 decembrie: William Link, 87 ani, scenarist și producător de televiziune american (n. 1933)
- 28 decembrie: Fu Cong, 86 ani, pianist britanic de etnie chineză (n. 1934)
- 29 decembrie: Claude Bolling, 90 ani, pianist, compozitor și aranjor de jazz, francez (n. 1930)
- 29 decembrie: Pierre Cardin (Pietro Costante Cardin), 98 ani, creator de modă și om de afaceri francez (n. 1922)
- 29 decembrie: Alexi Laiho (n. Markuu Uula Aleksi Laiho), 41 ani, chitarist, compozitor și cântăreț finlandez (n. 1979)
- 30 decembrie: Octavian Cojan, 84 ani, om de afaceri și promotor cultural român (n. 1936)
- 30 decembrie: Stephen Prince, 65 ani, critic de film, istoric și teoretician american (n. 1955)
- 30 decembrie: Nicolae Sabău, 91 ani, interpret român de muzică populară (n. 1929)
- 31 decembrie: Robert Hossein, 93 ani, actor, scenarist și regizor francez de teatru și film (n. 1927)
- 31 decembrie: Constantin Bosânceanu, 54 ani, fotbalist român (n. 1966)